# فرودگاه بونانزا
فرودگاه بونانزا (به انگلیسی: Bonanza Airport) یک فرودگاه همگانی با کد یاتا BZA است که یک باند فرود آسفالت دارد و طول باند آن ۱۴۳۰ متر است. این فرودگاه در شهر بونانزا، نیکاراگوئه کشور نیکاراگوئه قرار دارد .